# Malabrigo (Argentina)
La ciudad de Malabrigo, conocida como Ciudad Jardín, se encuentra en el departamento General Obligado, al noreste de la provincia de Santa Fe, a 289 km al norte de la capital provincial. Cuenta con 13.549 habitantes (2021) que se distribuyen en ocho barrios y tres planes de vivienda.

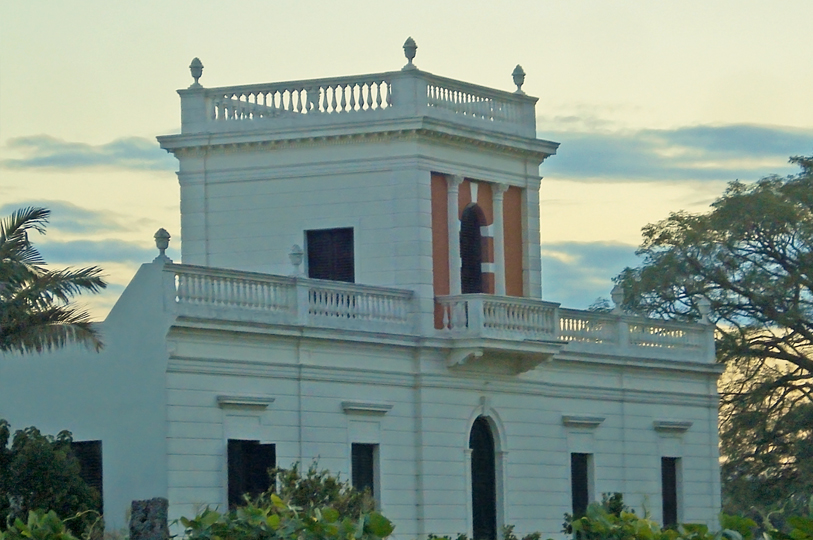
Casa del fundador Federico Carlos Sigel.

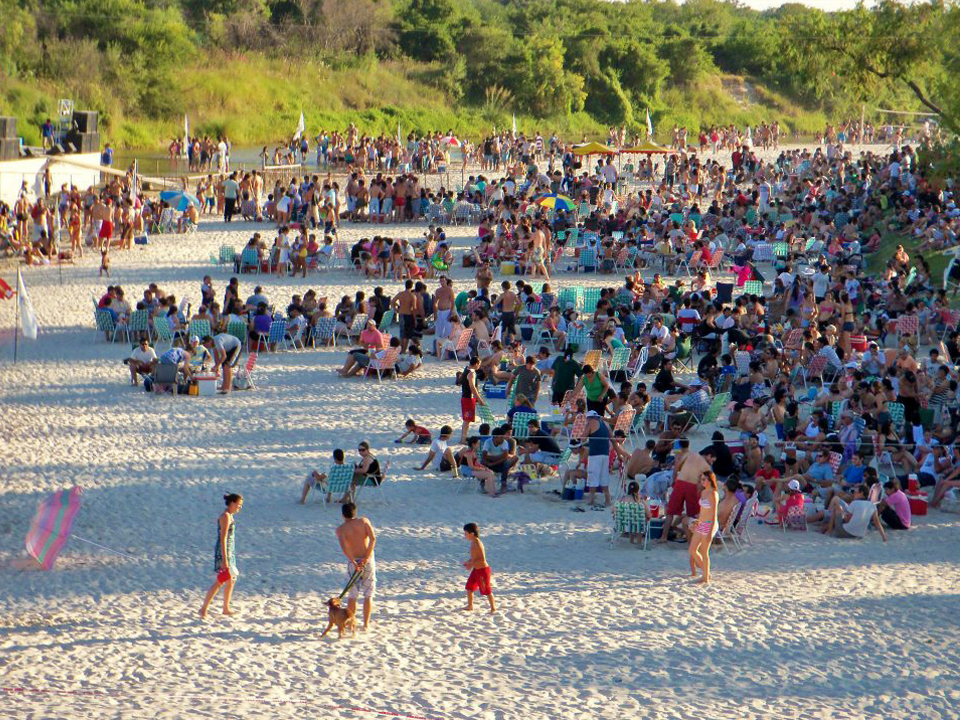
Camping municipal durante la Fiesta Regional de la Arena Blanca.

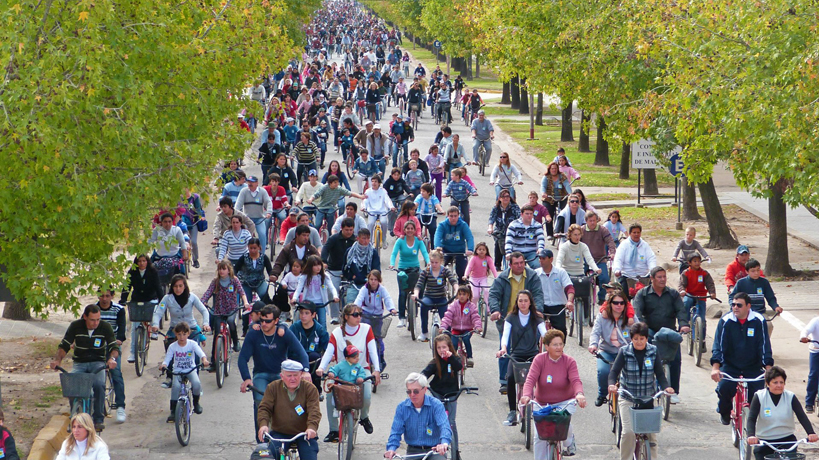
Bicicleteada realizada en el marco de la Fiesta Provincial del Citrus.

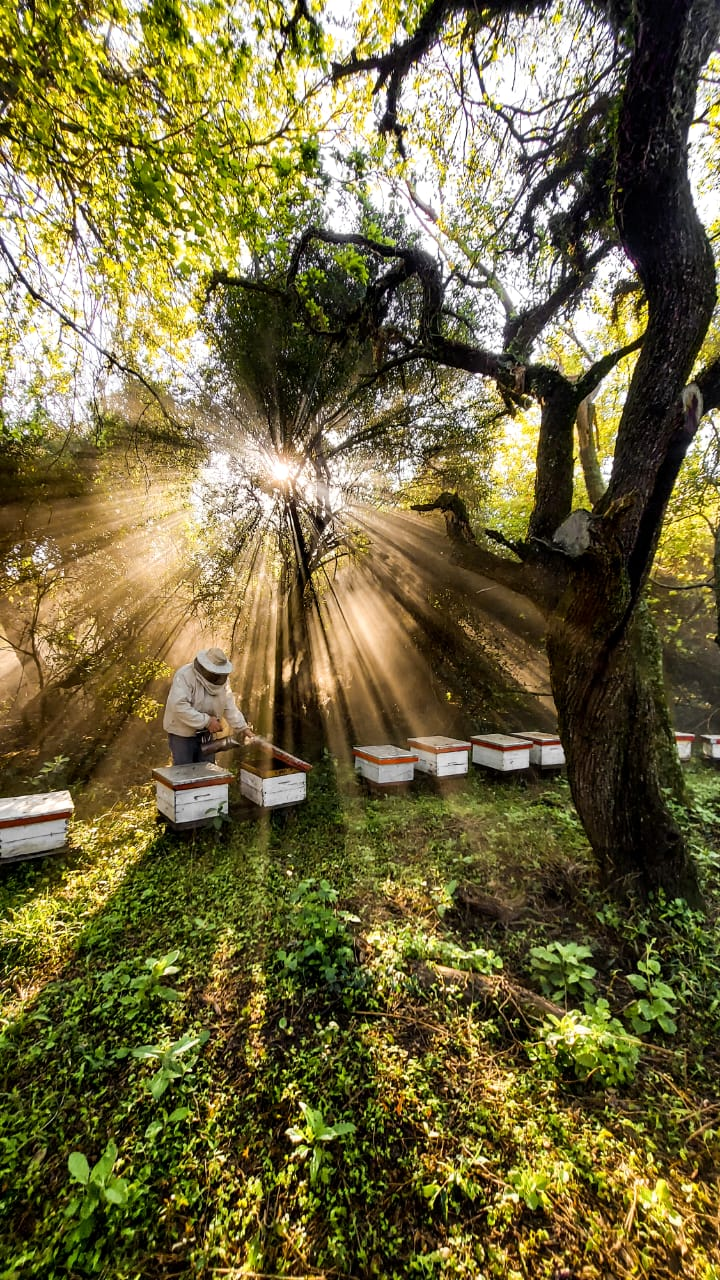
Trabajo de apicultura en Malabrigo Santa Fe

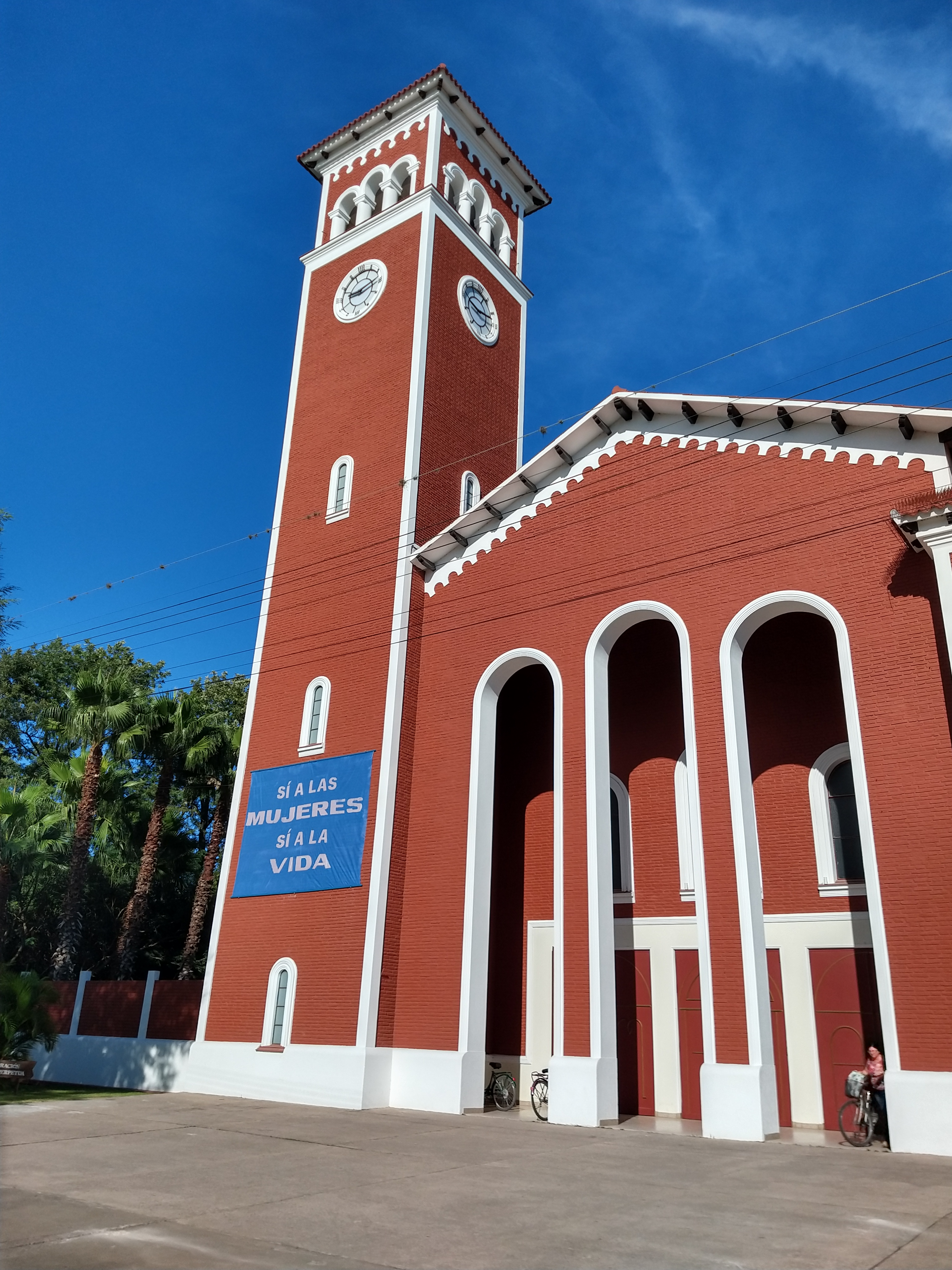
Parroquia Nuestra Señora del Huerto.

## Historia

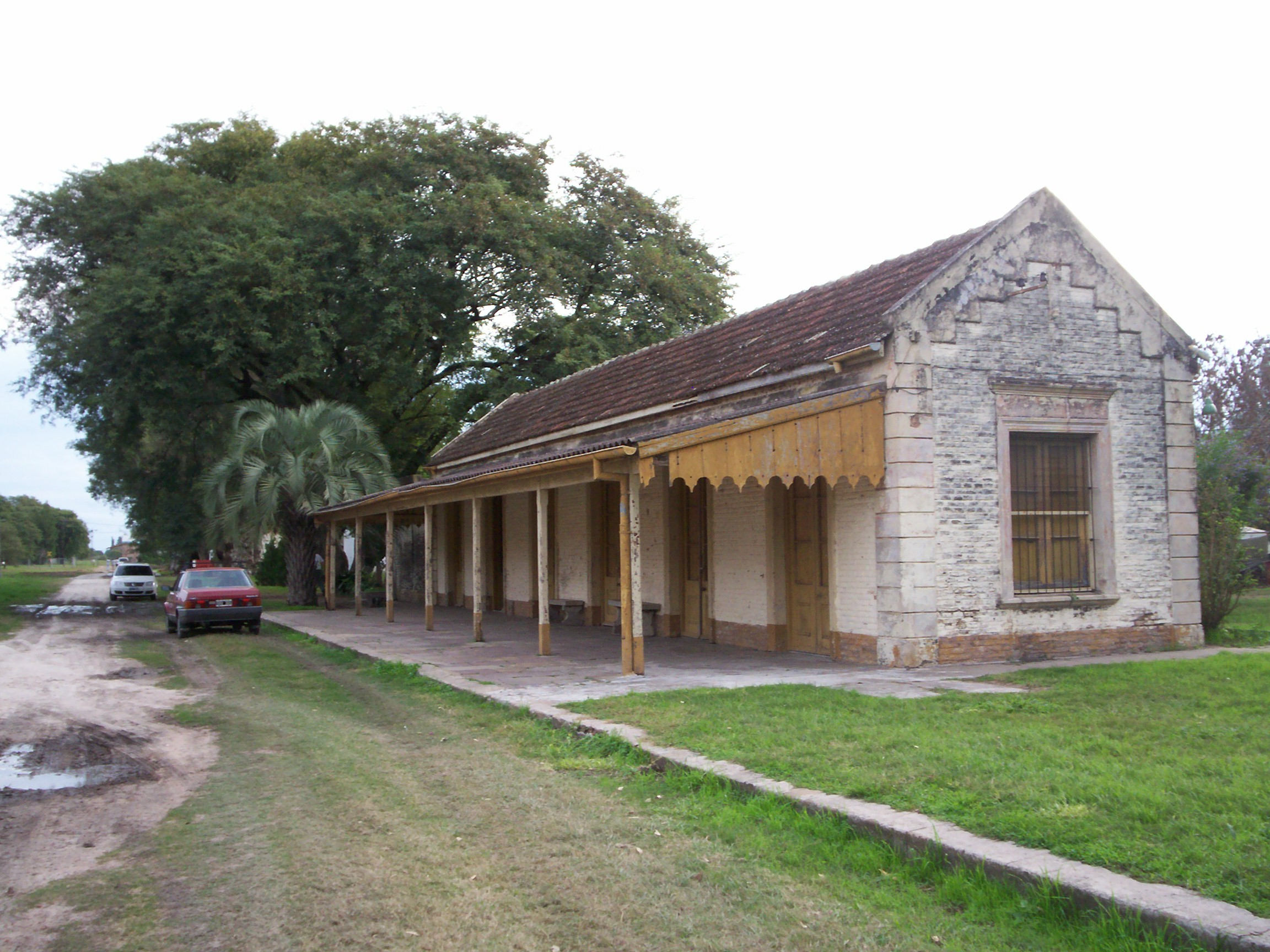
Estación Malabrigo, ramal F14 del Ferrocarril Belgrano.

A fines de junio de 1845, el militar unitario Juan Pablo López había invadido con sus tropas la ciudad de Santa Fe. En un solo mes reunió un importante botín por medio de «contribuciones forzosas».
Cuando se enteró de que venían contra él las fuerzas del militar porteño federal Martín de Santa Coloma, López huyó hacia el norte. El 12 de agosto de 1845 fue alcanzado cerca de este caserío y derrotado, aunque consiguió huir con el botín.
En el año 1889, la empresa francesa que construyó el actualmente llamado Ferrocarril General Belgrano creó una estación en este sitio y la llamó Malabrigo. Allí, Federico Carlos Sigel, hijo de inmigrantes europeos, fundó un pueblo con el nombre de Colonia Ella, en homenaje a su hija primogénita. A partir del año 1964, por ley 5.700, se adopta el nombre definitivo de Malabrigo para este distrito. Recibió en sus comienzos el aporte de dos corrientes inmigratorias: una proveniente de Austria e Italia y la otra de Suiza. A estas se le sumaron luego otras, de las cuales las más numerosas provinieron de Alemania y España.
El 28 de agosto del año 1986 fue declarada ciudad.

### Centenario
El 18 de junio de 1997 la ciudad de Malabrigo festejó sus cien años. Como encuadre del evento se realizaron diferentes actos que comenzaron con una misa de campaña en la avenida Federico Carlos Sigel, y un homenaje a la memoria del fundador. Posteriormente, se efectuó un desfile cívico en el que fueron representadas todas las instituciones de la localidad.

### Fundación y creación de la comuna y el municipio
- Fundación: 18 de junio de 1897.
- Comuna: 1 de septiembre de 1898.
- Municipio: 28 de agosto de 1986.

## Barrios
- Centro Itatí
- Pellegrina
- San José Obrero
- Estación
- Santa Rosa
- San Nicolás
- Rincón de Italia
- Quinta Grande (No oficial)
- Altos del Este (Loteo)
- El Jacarandá (Loteo)

### Planes de vivienda
- 120 Viviendas (B° San Nicolás)
- 15 Viviendas (B° San José)
- 44 Viviendas (B° Rincón de Italia)
- 34 Viviendas (B° Rincón de Italia)
- 20 viviendas (B° Centro Itatí)

## Parajes
- Campo Bressan
- Campo Fabbro
- Campo Furrer
- Campo Kaufmann
- Campo Magnano
- Campo Moschen
- Campo Ramseyer
- Colonia Althaus
- Colonia Ella
- El Taglialito
- La Diamela
- Las Catalinas
- Obraje Santa Rosa

## Proyecto Malabrigo Productivo
En la zona de Malabrigo el productor desarrolla básicamente actividades agropecuarias y en menor dimensionamiento tambo, ganadería de cría, citrus y apicultura. Trabajan en una superficie promedio entre 100 a 200 has; donde la diversificación les asegura una mayor estabilidad económica.

### Agricultura
El cultivo predominante es la soja, alrededor del 60% de la superficie cultivable se destina al cultivo de esta; el girasol el 20% y el resto se destina a la producción de maíz, sorgo, trigo, lino y pasturas, utilizando esta última en actividades ganaderas como tambo e invernada.

### Ganadería
La actividad de cría es la de mayor relevancia. Si bien el ingreso está dado por las ventas anuales de terneros, complementándose estos últimos años con invernada, realizada por el mismo productor. Con referencia a la actividad tambera, se producen 14 000 litros diarios, según la época del año. Absorbiendo la producción empresas de la región, para su posterior manufacturación.

### Citricultura
El 100% de los productores tiene la citricultura como una actividad complementaria de otra principal, que no siempre está relacionada con el sector agropecuario. La superficie cubierta con citricultura es aproximadamente de 200 ha, siendo las combinaciones cítricas más utilizadas pie de trifolio con naranja de ombligo (Washington navel, Parent, Frost, Fiorito, New Hole, Lane Late), mandarina común Concordia, naranja de verano (Valencia late, Delta, Midnight), mandarina ellendale, elementales y en menor escala limón y pomelo blanco.

### Apicultura
La actividad apícola ha presentado un notable crecimiento en los últimos años. Malabrigo cuenta con aproximadamente 4000 colmenas distribuidas en 45 productores; obteniéndose como principal producto de esta explotación miel, y en menor cantidad de propóleos, cera y polen.

### Sector industrial
Malabrigo cuenta con un Área Industrial y Área del Sector Agropecuario. Estas áreas presentan excelentes comodidades e instalaciones para invertir en proyectos de microemprendimientos.

### Producciones artesanales
En Malabrigo también se producen artesanalmente dulces, mermeladas y jugos; utilizando como materia prima citrus y frutos producidos en las quintas del Distrito. Cuenta también con fábricas de quesos artesanales, una de ellas produce bajo condiciones de granja orgánica.

### Jornada de capacitación
Jornada de Lechería: Malabrigo se encuentra inmersa en la cuenca tambera del norte santafesino. Esto llevó a la Municipalidad a emprender el proyecto de realizar jornadas de capacitación en lechería como una iniciativa para apuntalar dicha actividad.
Jornada Apícola: se lleva a cabo en el mes de agosto en forma conjunta con la Asociación de Apicultores de Malabrigo; como una manera de incentivar la creciente actividad apícola, aportando información y capacitación a los apicultores de Malabrigo y la zona.
Jornada Citrícola: en forma conjunta con la Cooperativa Agropecuaria de Malabrigo Ltda. se lleva a cabo una jornada técnica en el mes de junio para productores de Malabrigo y la región.

## Medios

### Radio
- Radio Ella 97.5
- Radio Horizonte 103.1

### Televisión
- Canal 14

## Fiestas
- Aniversario de la fundación de Colonia Ella: 18 de junio.
- Fiesta Provincial del Citrus: 2.ª quincena de junio.
- Fiesta Patronal (Nuestra Señora del Huerto): 2 de julio.
- Fiesta Regional de la Arena Blanca.

## Clubes
- Club Atlético Juventud
- Centro Social Cosmopolita
- Club Abuelos «Manos Unidas»

## Deportes

### Fútbol
- Club Atlético Juventud

#### Interbarrial
Es un torneo de fútbol del cual participan, por sus respectivos barrios, chicos de entre 6 y 12 años que son divididos en tres categorías por edad: "grande", «mediana» y «chiquita».
Asociación Deportiva Parroquial (A.D.P.)
Perteneciente a la Parroquia y desde 1966 viene realizando el tradicional torneo de verano y otros eventos relacionados al fútbol y el deporte.
Claudio Spontón
Nacido en  1968, este exfutbolista malabriguense jugó en Platense 3 ciclos: en 1987 se salvó del descenso en un repechaje con Temperley y, en 1998, se lo recuerda por un gol a Boca en la Bombonera (Platense ganó 4-0), Además, jugó en River Plate (ganó el Apertura '91), San Martín (Tucumán), Toluca (México), Lanús, Deportivo Español, Unión Española (Chile), Gimnasia y Tiro (Salta), Alianza Lima (Perú), Olimpo, Instituto, Acassuso y Estudiantes (Río Cuarto). En 2022 era DT de Platense.

## Parroquias de la Iglesia católica en Malabrigo
| Diócesis  | Reconquista               |
| --------- | ------------------------- |
| Parroquia | Nuestra Señora del Huerto |